# Далма (Мехединци)
Далма (рум. Dâlma) насеље је у Румунији у округу Мехединци у општини Бала. Oпштина се налази на надморској висини од 508 m.

## Становништво
Према подацима из 2002. године у насељу је живело 391 становника, од којих су сви румунске националности.